# راوانیتسا (کرایوو)
راوانیتسا (به صربی: Ravanica) یک منطقهٔ مسکونی در صربستان است که در کرالیفو واقع شده‌است.